# 門脇源太郎
門脇 源太郎（かどわき げんたろう、明治37年（1904年）8月23日 - 没年不明）は日本の実業家。山陰日日新聞社常務取締役。

## 経歴
鳥取県米子市安倍出身。慶應義塾外国語学校（マライ語）卒業。
昭和4年（1929年）万朝報社記者。昭和7年（1932年）帝都日日新聞関西支社通信部長、昭和10年（1935年）金融経済社創立、社長兼主筆、昭和17年（1942年）まで台湾、朝鮮、満州国へ6回に亘り出張、産業経済事情を視察する。
昭和18年（1943年）陸軍通訳官南方第二方面軍付、昭和23年（1948年）山陰日日新聞社大阪支社長、昭和28年（1953年）取締役に就任、昭和29年（1954年）兼任業務局長、昭和30年（1955年）東京支社長（兼任）を経て昭和31年（1956年）常務取締役兼大阪支社長に就任。

## 著書
- 『朝鮮産業金融体鑑』[1]
- 『台湾産業組合の研究』その他[1]